# Liste der Hauptstädte Namibias
Die Liste der Hauptstädte Namibias umfasst Hauptstädte auf dem Gebiet des heutigen Namibia, das heißt zu Zeiten Namibias seit 1990, Südwestafrikas von 1915 bis 1990 und Deutsch-Südwestafrikas von 1884 bis 1915. In der vorkolonialen Zeit gab es keine Hauptstädte.

## Deutsch-Südwestafrika
- 1885–1891: Otjimbingwe
- 1891–1915: Windhuk
- 1915: Grootfontein

### Burenrepubliken
- 1885–1887: Grootfontein (Republik Upingtonia)

### Sonstige Gebiete
- 1909–1915: Schuckmannsburg (Caprivizipfel)

## Südwestafrika
- 1915–1990: Windhoek

### Homelands
- 1970–1990: Welwitschia (Damaraland)
- 1968–1990: Okakarara (Hereroland)
- 1970–1990: Ohopoho (Kaokoland)
- 1970–1990: Rundu (Okavangoland)
- 1972–1990: Katima Mulilo (Ostcaprivi; ab 1976 Lozi)
- 1968–1990: Ondangua (Ovamboland)
- 1976–1990: Rehoboth (Rehoboth)

### Sonstige Gebiete
- 1915–1935: Schuckmannsburg (Caprivizipfel)

## Namibia
- seit 1990: Windhoek

### Regionen
- seit 1993: Swakopmund (Erongo)
- seit 1993: Mariental (Hardap)
- seit 1993: Keetmanshoop (ǁKarasKlicklaut)
- 1990–1998: Rundu (Okavango)
- 1998–2013: Rundu (Kavango)
- seit 2013: Rundu (Kavango-Ost)
- seit 2013: Nkurenkuru (Kavango-West)
- seit 1993: Windhoek (Khomas)
- seit 1993: Opuwo (Kunene)
- seit 1993: Eenhana (Ohangwena)
- seit 1993: Gobabis (Omaheke)
- seit 1993: Outapi (Omusati)
- seit 1993: Oshakati (Oshana)
- 1993–2008: Tsumeb (Oshikoto)
- seit 2008: Omuthiya (Oshikoto)
- seit 1993: Otjiwarongo (Otjozondjupa)
- 1990–2013: Katima Mulilo (Caprivi)
- seit 2013: Katima Mulilo (Sambesi)

### Sonstige Gebiete
- seit 1990: Rehoboth (Rehoboth Gebiet; nicht anerkannt)